# プロトスフィラエナ
プロトスフィラエナ (Protosphyraena) は白亜紀後期（コニアシアン-マストリヒシアン）に生息した条鰭類である。ヨーロッパ・アジアからも化石は見つかるが、カンザスのニオブララ層に含まれるスモーキーヒル白亜層（コニアシアン後期-カンパニアン前期）のものが最もよく知られる。大型の魚類で、全長2-3 mに達する。
Protosphyraena はギリシャ語の protos（"原始的な"）、Sphyraena（カマス属）に由来する。これは初期に本属がカマスの祖先と間違えられたためであるが、現在ではカマス・カジキとは近縁でなく、絶滅したパキコルムス類に属すると考えられている。

## 発見・分類

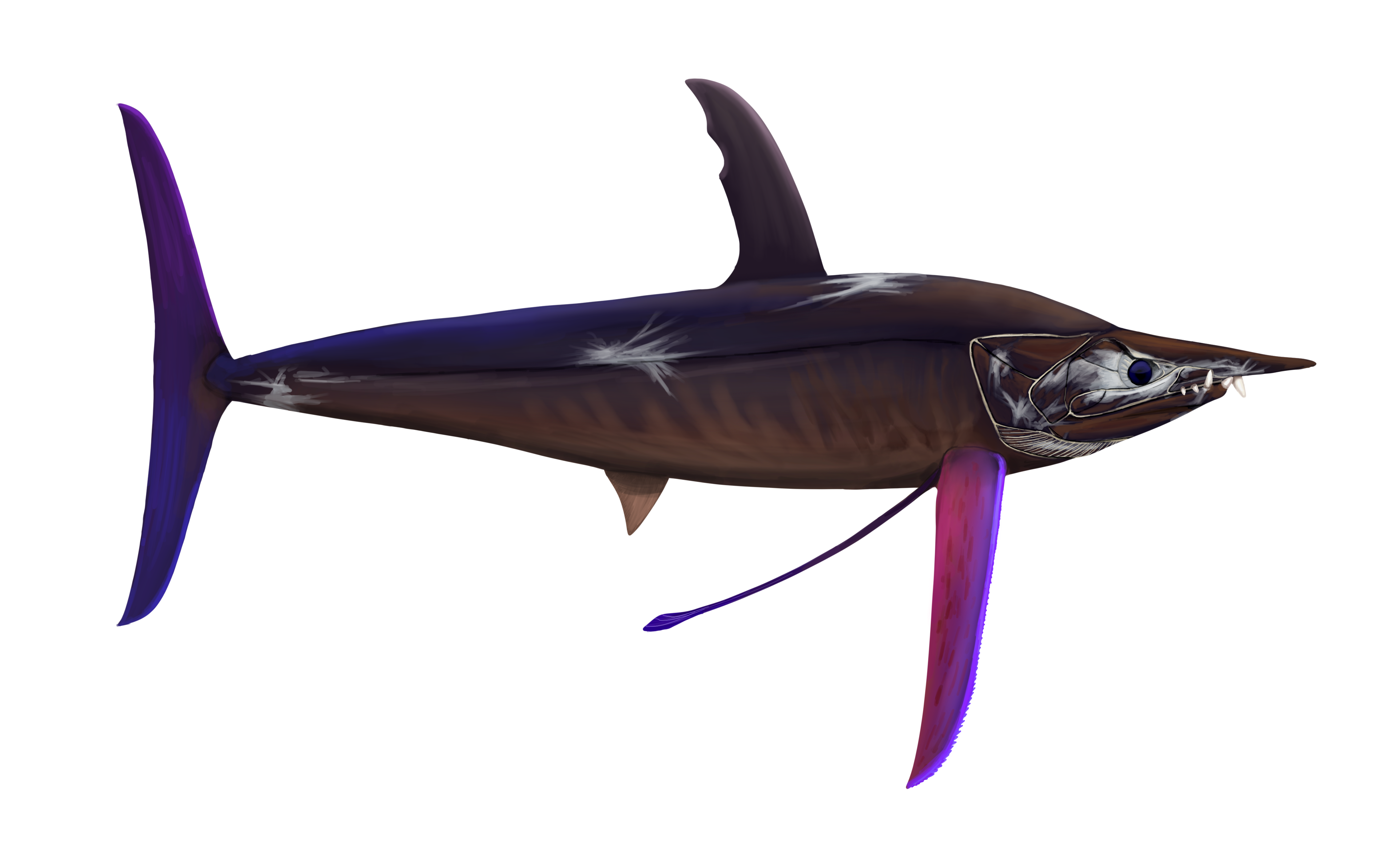
P. perniciosaの生体復元図

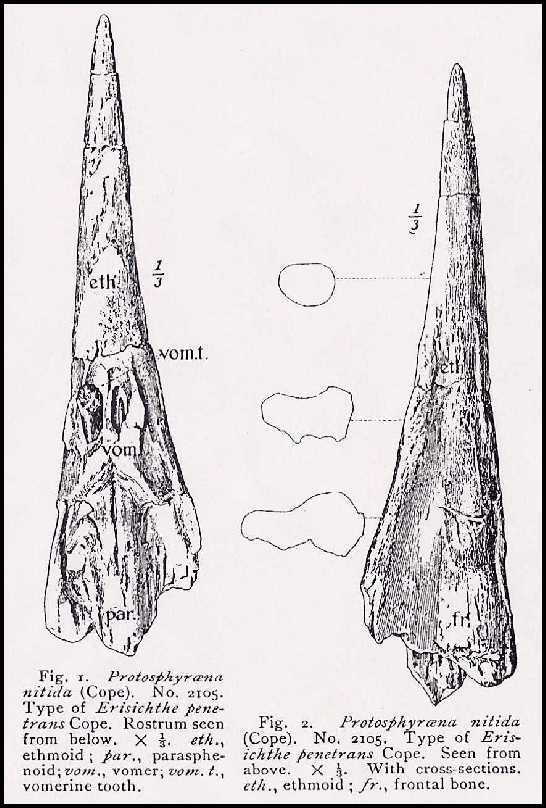
Protosphyraena nitida タイプ標本の吻 (from Hay, 1903)

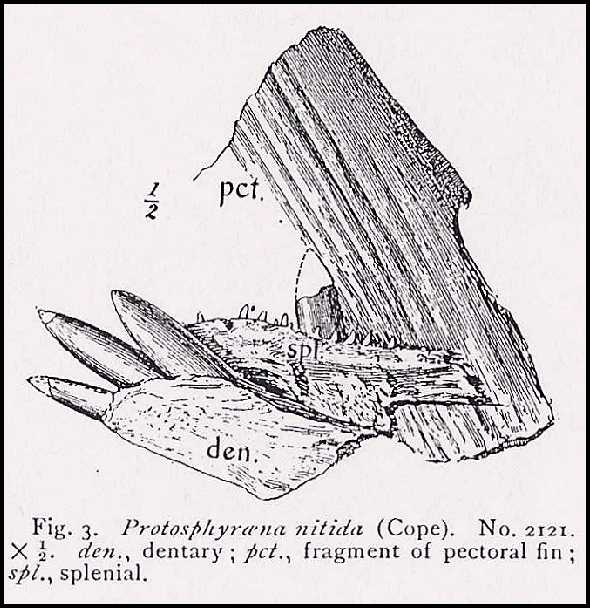
Protosphyraena nitida タイプ標本歯列・下顎の一部・胸鰭 (from Hay, 1903)

19世紀に発見された他の化石と同じように、分類にはかなりの混乱があった。胸鰭の鰭条は1822年、ギデオン・マンテルによってイギリスで発見されていたが、この化石を記載したのは米国のジョゼフ・ライディで、1857年のことであった。この時の命名が Protosphyraena ferox であり、本属のタイプ種となる。ライディはこれ以前にも、ニュージャージーのナベシンク層（マストリヒシアン）から本種の歯を発見していたのだが、これは恐竜のものと誤同定されていた。
1870年代、化石収集家のベンジャミン・フランクリン・マッジは、カンザスのルークス郡・エリス郡に広がるニオブララ層の露頭から多くの化石を発見し、古生物学者のエドワード・ドリンカー・コープとオスニエル・チャールズ・マーシュの元へ送った。1873-1877年、コープはマッジの標本に基づき、Erisichte nitida ・"Portheus" gladius ・"Pelecopterus" pernicciosus の3種を命名した。現在ではこれらは全て本属とされている。1895-1903年、 アーサー・スミス・ウッドワード (1895), F. B. Loomis (1900), Oliver Perry Hay (1903) などの英米の古生物学者によって研究が進められた。
現在では、ニオブララ層のプロトスフィラエナ属は2種 (P. nitida ,P. perniciosa) に分けられている。また、P. bentonianum は Greenhorn Limestone（セノマニアン後期）より産出し、1898年にAlbin Stewart によって命名された。北米最古の化石は、カンザス、ダコタ砂岩の上部（セノマニアン中期）より得られたものである(Everhart, 2005; p. 91)。

## 形態
全体的には現代のバショウカジキに似るが、全長・吻が短く、体型も洗練されていなかった。また、成体には大型の歯があった。全身骨格は珍しいが、歯・吻・胸鰭などは、ニオブララ層・アラバマのMooreville白亜層などから比較的よく見つかる。多くの場合、頭部と胴部は分離した状態で見つかるが、これは骨格の石灰化が弱かったため、化石化する前に切り離されたものと考えられる(Everhart, 2005; p. 93)。他の白亜紀魚類と共に中生代の終わりに絶滅したため、カジキとの類似は収斂進化によるものと考えられる。